# Droga wojewódzka nr 193
Droga wojewódzka nr 193 (DW193) – droga wojewódzka w zachodniej części Polski w województwie wielkopolskim z Chodzieży przez Margonin do Gołańczy o długości 29 km. Przebiega przez powiaty: chodzieski i wągrowiecki.

## Miejscowości leżące przy trasie DW193
- Rataje
- Pietronki
- Adolfowo
- Studźce
- Margonin
- Margońska Wieś
- Lipiny
- Buszewo
- Grabowo
- Tomczyce
- Gołańcz